# デュッセルドルフ空港ターミナル駅
デュッセルドルフ空港ターミナル駅（デュッセルドルフくうこうターミナルえき、ドイツ語: Bahnhof Düsseldorf Flughafen Terminal）はドイツのデュッセルドルフ市にあるデュッセルドルフ国際空港ターミナルCにあるデュッセルドルフ-ウンターラート-空港ターミナル連絡鉄道の駅。
ライン＝ルールSバーン11号線が乗り入れている。
空港内にあるスカイトレインのターミナル駅についても本項で記述する。
空港付近にあるデュッセルドルフ空港駅（ドイツ語: Bahnhof Düsseldorf Flughafen）からは離れており、Sバーンの他、タリスやICE、DBの一般列車はそちらに停車し、空港ターミナルへはスカイトレインで結ばれている。

## 沿革

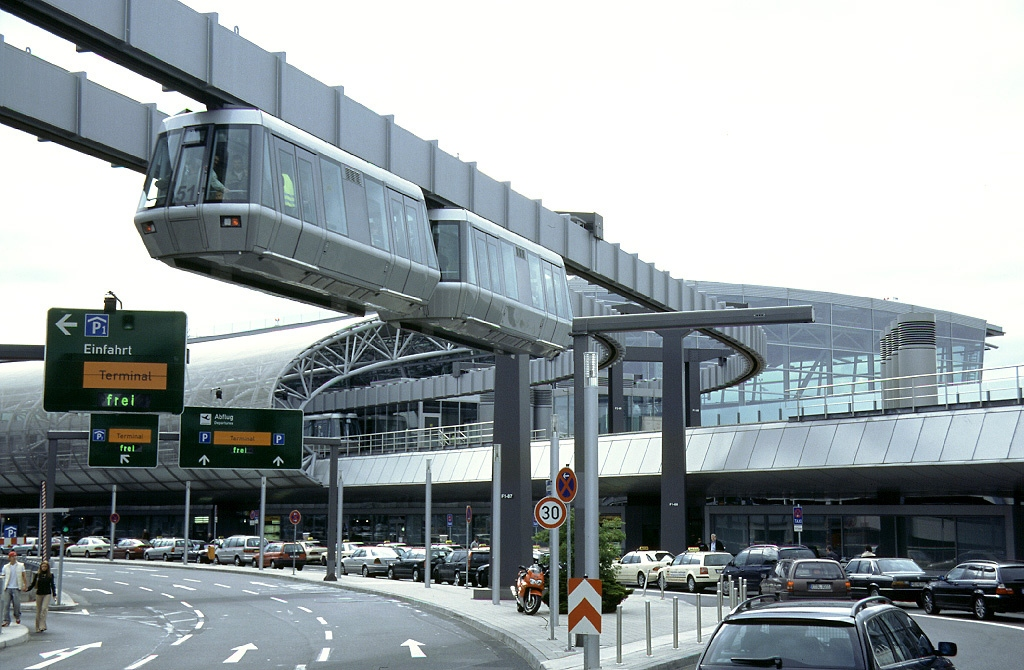
空港ターミナル付近を走行中のスカイトレイン

ケルンやデュースブルクとの空港アクセス改善と空港の拡張工事に合わせ1975年10月27日に支線が延伸され、Sバーンが乗り入れるようになった。
2009年12月13日7号線が乗り入れていたが、事業者や路線の再編を経て現在は11号線が延長運転で乗り入れている。

## 駅周辺
- デュッセルドルフ空港

## 隣の駅
ライン＝ルールSバーン
- ■11号線（英語版）
  - デュッセルドルフ空港ターミナル駅 - ウンターラート駅

スカイトレイン
- ターミナルC駅 - ターミナルA/B駅 - 第4駐車場駅